# Rogér Rassin
Rogér Rassin (Maastricht, 15 november 1969) is Nederlandse kok. Hij was van 2008 tot 2021 de chef-kok van het Amstel Hotel in Amsterdam, waar onder andere restaurant La Rive onder viel. Sinds mei 2021 is hij executive chef bij van der Valk Sassenheim.

## Loopbaan
Tijdens zijn opleiding werkte Rassin in Maastricht (Golden Tulip en Restaurant ’t Kloaske) en Hotel Winselerhof. Na het vervullen van zijn militaire dienstplicht werkte hij drie jaar bij La Rive (Demi-Chef de Partie tot Junior Sous-Chef). Hierna was hij 2 jaar de sous-chef van Lauswolt, daarna was hij 10 jaar chef-kok van Restaurant Cordial in hotel De Weverij in Oss. Daar kreeg hij in 2002 een Michelinster.
Op 1 mei 2008 ging hij weer naar het Amstel Hotel. Hij was onder andere verantwoordelijk voor het inpandige, met één Michelinster onderscheiden restaurant La Rive. Op 12 maart 2014 werd Rassin door Cees Helder geïnaugureerd tot SVH Meesterkok. Begin maart 2021 maakt het Amstel Hotel bekend dat zij de samenwerking met Rassin beëindigen. Hij wordt opgevolgd door de Franse chef Cyril Lignac.. Sinds mei 2021 is hij executive chef bij van der Valk Sassenheim om daar culinaire vernieuwing te brengen.